# Station Clavier
Station Clavier is een voormalig spoorwegstation in de Belgische provincie Luik, bijna halverwege spoorlijn 126 (Statte - Ciney). Het station is gelegen in de kern Clavier-station die zich in de loop van de 20e eeuw rond het station ontwikkelde maar wel circa 4 km verwijderd is van het dorpscentrum van Clavier.
Omdat het tegelijk het eindpunt was buurtspoorweglijn 456, Val-Saint-Lambert - Neuville-en-Condroz - Clavier en 457 Comblain-au-Pont - Warzée - Clavier, was het station tussen 1890 en 1958 een belangrijk knooppunt van openbaar vervoer.
Het grote stationsgebouw staat er nog steeds. Op de plaats van het voormalige NMVB-station bevindt zich een filiaal van de Spar.
Heden ten dage is Clavier-Station nog steeds een belangrijk knooppunt in het busnet van de TEC Luik-Verviers en TEC Namen-Luxemburg. Opmerkelijk is dat de buslijnen in grote mate hetzelfde traject en dezelfde bestemming hebben als de vroegere spoor- en tramlijnen. Buslijn 126a/126b volgt tussen Hoei en Ciney de vroegere spoorlijn en buslijn 94 verbindt Clavier met Luik en Warzée.
0,0: Statte ·
1,7: Hoei-Sint-Hilaire ·
2,1: Hoei-Zuid ·
3,6: Fleury ·
4,7: Marchin ·
6,7: Régissa ·
7,5: Fourneau ·
8,3: Barse ·
10,1: Roiseux ·
11,5: Vyle-et-Tharoul ·
12,7: Modave ·
13,9: Modave-Village ·
17,5: Clavier ·
20,0: Les-Avins-en-Condroz ·
24,9: Havelange ·
30,6: Bormenville ·
33,4: Hamois-en-Condroz ·
36,4: Emptinne ·
40,0: Liennes ·
41,4: Ciney